# Alen Marcina
Alen Marcina (* 30. Juli 1979 in Surrey, British Columbia) ist ein ehemaliger kanadischer Fußballspieler und heutiger Trainer.

## Karriere als Spieler
Marcina spielte für das Collegeteam der Barry University und für New Westminster Khalsa in der Pacific Coast Soccer League. 2003 startete er seine Seniorenkarriere in der Canadian Professional Soccer League bei den Ottawa Wizards, die sich am Saisonende vom Spielbetrieb zurückzogen. In zehn Spielen gelangen dem Angreifer neun Treffer, woraufhin er Anfang 2004 einen Vertrag beim griechischen Klub PAOK Thessaloniki erhielt.
Bereits nach einigen Wochen wurde er im März 2004 an den isländischen Klub ÍA Akranes verliehen. Zur Saison 2004/05 absolvierte er unter anderem in Deutschland Probetrainings bei Rot-Weiss Essen und dem 1. FC Saarbrücken, bevor er schließlich beim Bayernligisten 1. FC Schweinfurt 05 unterkam.
Nach nur sechs Monaten verließ er Schweinfurt wieder und wechselte nach Dänemark zu Herfølge BK in die SAS-Liga, stieg mit dem Klub aber zum Saisonende ab und kam im Laufe der Rückrunde nur zu zwei Einsätzen. 2006 kehrte er nach Nordamerika zurück und spielte für den Puerto Rico Islanders FC in der USL First Division. Nach einer starken Saison spielte er von November 2006 bis Januar 2007 für den neuseeländischen Klub New Zealand Knights in der A-League und kehrte anschließend zu den Islanders zurück.
Mitte 2007 wechselte er nach Kanada zurück und spielte in der Folge für verschiedene Klubs in der USL. Zunächst bei Montreal Impact, die ihn aber schon kurze Zeit später an den Ligakonkurrenten Vancouver Whitecaps abgaben. 2008 unterzeichnete er bei Minnesota Thunder, im Sommer wechselte er zu den Rochester Rhinos. Zur Saison 2009 schloss er sich dem Miami FC an. Dort beendete er seine Karriere als Spieler am Ende der Saison.
Zu einem Einsatz für die kanadischen Nationalelf hat es Marcina nicht gebracht. Anfang 2007 wurde er lediglich in ein Trainingslager der Nationalmannschaft eingeladen.

## Karriere als Trainer
Von 2013 bis 2015 war er Trainer der San Antonio Scorpions in der NASL. 2016 trainierte er den Rayo OKC.